# Suurisaari (ö i Finland, Södra Karelen, Villmanstrand, lat 60,82, long 27,53)
Suurisaari är en ö i Finland. Den ligger i sjön Ounionjärvi och i kommunen Luumäki i den ekonomiska regionen  Villmanstrands ekonomiska region  och landskapet Södra Karelen, i den södra delen av landet, 160 km nordost om huvudstaden Helsingfors. Öns area är 2,3 hektar och dess största längd är 240 meter i nord-sydlig riktning.